# Hans L. Larsen
Gideon Isak Ludvig Hans Larsen, bekannt als Hans L. Larsen (* 12. Mai 1923 in Maniitsoq; † 25. März 2004) war ein grönländischer Lehrer, Schriftsteller, Herausgeber und Kommunalpolitiker.

## Leben
Hans L. Larsen war der Sohn des Zimmermanns Niels Sivert Samson Ambrocius Larsen (1861–1927) und seiner Frau Helene Bolette Johanne Lyberth (1894–1976). Er schloss 1942 eine Ausbildung als Lehrer ab. Am 4. April 1943 heiratete er Sofie Stine Jensine Juliane Kaspersen (1920–1998), Tochter des Katecheten und Landesrats Søren Kristian Mikael Kaspersen und seiner Frau Sofie Katrine Juliane Lucia Nielsen. Nachdem er einige Jahre lang als Lehrer in Grönland gearbeitet hatte, reiste er 1951 nach Dänemark, um sich ein Jahr lang an der Lehrerhøjskole in Ollerup weiterbilden zu lassen. 1963 besuchte er die Højskole in Antvorskov und 1966 Grundtvigs Højskole. Von 1972 bis 1975 arbeitete er als Informationsberater für Grønlands Oplysnings Forbund und war anschließend bis zu seiner Pensionierung 1990 als Højskolelehrer tätig.
Während der 1960er Jahre war er zwei Legislaturperioden lang als Gemeinderatsmitglied aktiv. Dazu war er 22 Jahre lang Schöffe. Außerdem war er in zahlreichen Vereinen engagiert. 1988 wurde er Chefredakteur der Zeitschrift Atuagassiaq Kalaaleq, was er bis 2002 blieb. Ab 1992 war er zudem Vizepräsident der Seniorengruppe des Inuit Circumpolar Council. Er gab mehrere Bücher heraus, darunter das grönländische Gesangsbuch Tussiaqattaarutit, das in Zusammenarbeit mit Johan Kleist entstand, und eine Biografie über Inuutersuaq Ulloriaq.
Am 22. November 1992 wurde er mit dem Nersornaat in Silber ausgezeichnet. Dazu erhielt er 1998 ein Diplom der grönländischen Schriftstellervereinigung. Hans L. Larsen starb 2004 im Alter von 80 Jahren.

## Werke
- 1983: Tussiaqattaarutit (mit Johan Kleist)
- 1992: Kalaallit Erinarsuutaat
- 1993: Tussiaqattaarutit II (mit Johan Kleist)
- 1997: Inuutersuaq Ulloriaq
- 2000: Qaavigarsuaq